# 馬薩科斯卡大街
馬薩科斯卡大街（波蘭語：Marszałkowska）是波蘭首都華沙的主幹道之一，連接了北端的銀行廣場和南端的盧布林聯盟廣場。馬薩科斯卡大街開通於1757年。在1944年華沙起義期間，這條大街幾乎被完全摧毀。二戰之後的重建過程中，由於社會主義現實主義的興起，極大影響了大街附近的建築。

## 外部連結
维基共享资源上的相關多媒體資源：馬薩科斯卡大街
- Marszałkowska in 19th century

52°13′45″N 21°00′44″E / 52.22917°N 21.01222°E